# King Kong (film din 1933)
King Kong este un film de aventură din anul 1933 produs de Merian C. Cooper și Ernest B. Schoedsack. A avut premiera la 2 martie 1933 în New York.

## Distribuția
- Robert Armstrong este Carl Denham
- Bruce Cabot este Jack Driscoll
- Fay Wray este Ann Darrow
- Frank Reicher este Cpt. Englehorn
- James Flavin este Briggs
- Victor Wong este Charlie

## Creaturi
- Gorila King Kong
- Stegosaurus
- Brontosaurus
- Dimetrodon
- Tyrannosaurus Rex
- Tanystropheus
- Pteranodon